# ارتور بارنارد
آرتور بارنارد (انگلیسی: Arthur Barnard; ۱۰ مارس ۱۹۲۹ – ۱ مهٔ ۲۰۱۸) ورزشکار دو و میدانی اهل ایالات متحده آمریکا بود.
وی در مسابقات کشوری و بین‌المللی در مجموع برندهٔ ۱ مدال برنز شده‌است.